# Puente de Isabel II
Il Puente de Isabel II (detto anche Puente de Triana) è un ponte ad arco che si trova a Siviglia e che collega il quartiere di Triana con il centro della città.
Il ponte attraversa il Canal de Alfonso XIII, uno dei rami del Guadalquivir che circonda quasi completamente il quartiere di Triana, e fu costruito durante il regno di Isabella II a cui è stato dedicato.
Si tratta del primo ponte solido della città andalusa e venne costruito in sostituzione del precedente ponte di barche realizzato dai Mori nel 1171, sotto il governo del califfo almohade Abu Ya'qub Yusuf I.
Il progetto del ponte era simile a quello dello scomparso Pont du Carroussel di Parigi e la realizzazione venne affidata agli ingegneri Gustavo Steinacher e Fernando Bernadet, che stavano già lavorando alla costruzione di un altro ponte a El Puerto de Santa María.
I materiali utilizzati furono pietra e ferro, senza l’utilizzo di legno, e la costruzione iniziò nel 1845 per completarsi nel 1852.
Il 13 aprile 1976 il ponte è stato dichiarato monumento storico nazionale e Bien de Interés cultural.